# Vought SB2U Vindicator
Воут SB2U Виндикейтор (англ. Vought SB2U Vindicator) — американский палубный пикирующий бомбардировщик.
Самолёт представлял собой моноплан, имевший цельнометаллическую конструкцию.
Создан в 1930-х годах. Разработан и производился фирмой Воут (Vought). Применялся ВВС США во время Второй мировой войны. Всего было построено около 170 самолётов.
Первоначальные заказы на серийные самолёты были сделаны 26 октября 1936 г.

## Тактико-технические характеристики

Схема SB2U-1.

- Силовая установка: один звездообразный поршневой двигатель Пратт-Уитни R-1535-02 Твин Уосп Джуниор мощностью 615 кВт (825 л. с.).
- Летные данные: максимальная скорость на высоте 2895 (9500 футов) 391 км/ч (243 миль/час); практический потолок 7195 м (23600 футов); дальность полета 1802 км (1120 миль).
- Вес: пустого — 2556 кг (5634 фунта); максимальный взлётный 4273 кг (9421 фунт).
- Размеры: размах крыла 12,8 м (42 фута); длина 10,36 м (34 фута); высота 3,12 м (10 футов 3 дюйма); площадь крыла 28,33 м² (305 кв. футов).
- Вооружение: два пулемета калибра 12,7 мм (0,5 дюйма), один — направленный вперед, второй — установленный на турели в задней части кабины; до 454 кг (1000 фунтов) бомб.